# Fausto Mesolella
Fausto Mesolella (Caserta, 17 febbraio 1953 – Macerata Campania, 30 marzo 2017) è stato un chitarrista, compositore e arrangiatore italiano.
Dal 1986 al 2017 ha fatto parte della Piccola Orchestra Avion Travel.

## Biografia
Prende contatti con la chitarra a 12 anni suonando tutti i giorni durante l'ora di ricreazione consentita in un convitto nazionale che frequenterà per molti anni.
Il debutto da professionista risale al 1968, con i Condor.
Nel 1970, dopo lo scioglimento dei Condor, forma un nuovo gruppo i Coronilla Varia.
Il gruppo però non raggiungerà la fama a causa di dissapori interni.
Sempre nel 1970 forma il complesso “La Prima Pagina” con il quale suona senza sosta dividendosi tra i vari ingaggi, approfittando di qualsiasi occasione possa servire ad arricchire la formazione e la conoscenza del palco per un musicista.
Dal 1974 al 1975 fa parte dell'orchestra di Augusto Martelli.
Nel 1976 lavora come tecnico del suono e produttore musicale presso la record Tirrena Olimpya.
Nel 1978 forma il trio “I Mediterranea” insieme ad Agostino Santoro e Pasquale Ziccardi, con il quale incide l'album “Ecce Rock”, inciso alla Rto di Cava dei Tirreni e distribuito solo in Giappone.
Con i Mediterranea, oltre all'attività concertistica, accompagna in tournée il cantante Umberto Napolitano del quale arrangia il brano di partecipazione al festival di Sanremo del 1981.
Dal 1983 al 1986 lavora presso uno studio personale di registrazione, cura arrangiamenti e produzioni per vari artisti italiani. Il 16 gennaio del 1986 entra a far parte della Piccola Orchestra Avion Travel guidata da Peppe Servillo.
Con gli Avion Travel nel 1987 vince la prima edizione di Sanremo Rock.
Dal 1992 al 1994, si divide tra gli impegni con la Piccola Orchestra Avion Travel e la tournée con Paolo Belli.
In mezzo a concerti e incisioni discografiche con gli Avion Travel, nel 1994 forma il "Nada Trio" con Nada e Ferruccio Spinetti.
Al Festival di Sanremo del 1998, gli Avion Travel vincono con la canzone “Dormi e sogna” il premio della critica, il premio come miglior arrangiamento e quello come miglior canzone.
Due anni dopo nel 2000, vincono la 50ª edizione del Festival di Sanremo con il brano “Sentimento” che conquista anche il premio come miglior arrangiamento.
Nell'anno 2000 Mesolella produce “La rosa dei venti”, primo album del cantautore napoletano Alessio Bonomo.
Nel 2001 cura la produzione del disco di Nada “L'amore è fortissimo e il corpo no” collaborando con Claudio Coccoluto e Pasquale Minieri alla realizzazione del disco.
Nello stesso anno compone la musica di “Si voltò” per l'album “Cieli di Toscana” di Andrea Bocelli.
Nello stesso album è la chitarra solista del brano "L'incontro", di cui Bono degli U2 è voce recitante.
Nell'estate del 2002, lavora al nuovo album degli Avion Travel e collabora al disco di Samuele Bersani.
A gennaio del 2003 inizia la lavorazione dell'album di Patrizia Laquidara vincitrice del programma televisivo Destinazione San Remo. Per la stessa scrive la canzone "Le rose" presente nell'album.
A marzo dello stesso anno produce il nuovo album di Giorgio Conte.
In aprile l'ultimo album della piccola orchestra Avion Travel "Poco mossi gli altri bacini".
Agosto 2004 scrive “Na stella” per l'album "Altre latitudini" di Gianmaria Testa.
Nel 2005 pubblica l'audiolibro “I piaceri dell'orso” edito da editrice Zona.
Nello stesso anno è chitarrista nel disco di Gianna Nannini.
Nel 2007 è produttore artistico dell'album degli Avion Travel “Danson Metropoli” con la direzione di Paolo Conte. L'album a poche settimane dall'uscita è disco d'oro.
Compone la colonna sonora del film “Lascia perdere Jonny” per la regia di Fabrizio Bentivoglio ispirato ad alcuni episodi della sua vita di musicista.
Nel luglio del 2007 riceve il premio Lunezia per il valore musical-letterario dell'album “Danson Metropoli”.
Scrive e produce “Il Villaggio Del Cuore” una canzone per il nuovo album di Barbara Eramo.
Scrive “Il Messaggio” per il nuovo album francese di Cristina Marocco.
Il 15 dicembre del 2007 riceve il premio Ennio Morricone come miglior compositore all'Italia film festival di Roma per la colonna sonora del film “Lascia Perdere Johnny”.
Nel dicembre del 2007 registra le chitarre per il primo album di Maria Giua.
Nell'aprile del 2008 riceve la Nomination al David di Donatello per il film “Lascia Perdere Johnny”. Sempre per “Lascia Perdere Johnny” vince il “Ciak D'oro” per la miglior colonna sonora.
Inizia a settembre del 2008 la produzione del nuovo disco degli Avion Travel.
Nel gennaio del 2009 è in tour con Rita Marcotulli con un progetto sui “Pink Floyd” e contemporaneamente esce il cd del concerto con il settimanale “L'Espresso“.
Produce “L'Amico Magico” nuovo disco degli Avion Travel registrato con l'orchestra sinfonica Camerata Ducale di Vercelli per l'etichetta “Sugar“. Il disco esce il 16 ottobre del 2009.
Il 19 dicembre del 2009 riceve a Foggia, per la seconda volta, il premio “Matteo Salvatore” per la produzione dello spettacolo “Un pugliese a Roma” ispirato alle canzoni dello stesso Matteo Salvatore.
A gennaio 2010 inizia la lavorazione della colonna sonora del film muto del 1924 “Il Ladro di Bagdad” che esce nelle edicole con l'editoriale “L'Espresso“.
A settembre del 2010 è autore della colonna sonora del film Into Paradiso della regista Paola Randi in concorso al festival del cinema di Venezia e per il quale riceve la seconda nomination ai David di Donatello.
Il disco “L'Amico Magico” riceve la targa Tenco 2010 come miglior disco italiano nella sezione interpreti.
Scrive per Fiorella Mannoia la canzone “Se veramente Dio esisti”.
Riceve la Targa Tenco 2010 nella sezione dedicata alla musica dei suoni.
Scrive la canzone “Tre colori” per Tricarico per l'edizione del Festival di Sanremo 2011, partecipando in coppia con lui al festival.
Nell'aprile 2012 esce il suo Primo album da chitarrista solista “Suonerò Fino a Farti Fiorire” e nello stesso anno il DVD del concerto di chitarra dal vivo. Viene premiato come Ambasciatore della Cultura alla Biennale di Poesia e Narrativa "Panta Rei"
Per Sanremo 2013 compone il brano “È colpa mia” per la cantante neomelodica Maria Nazionale.
Nell'estate 2013 è in tour con il cantautore Alessandro Mannarino nello spettacolo “Corde”.
Nell'ottobre 2013 per il nono anno è direttore artistico del premio “Bianca D'aponte” dedicato a sole cantautrici, partecipa al Premio Tenco con lo spettacolo “Piccole storie dietro le canzoni per gli altri”. Nel dicembre 2013 esce “Live ad Alcatraz” registrato dal vivo il 25 agosto dello stesso anno alla libera Università di Alcatraz a Santa Cristina di Gubbio.
Nel mese di maggio 2014 esce il CD “Dago Red” realizzato in duo con Raiz voce storica degli Almamegretta. Mesolella è anche produttore del CD. Il disco "Dago Red" vince la Targa Tenco nella categoria interpreti. Il CD vede anche la partecipazione di Rita Marcotulli (pianoforte), Ferdinando Ghidelli (pedal steel), Mimì Ciaramella (batteria), Adolfo La Volpe (harmonium) e Wena (cori).
Il 21 Novembre 2014, prima del concerto con Armando Corsi al Folk Club di Torino, registra un video in cui legge un frammento del romanzo "Il Gioco della Verità" di Alan Magnetti
L'8 marzo del 2015 riceve a Barcellona in Spagna l'ambito premio Amilcare Rambaldi 2015.
Il 22 aprile 2015 esce per l'etichetta discografica “Suoni dall'Italia” di Mariella Nava il progetto discografico “CantoStefano” Fausto Mesolella canta Stefano Benni.
Il 5 luglio del 2015 riceve il Premio Bindi per la sezione Artigiani della musica.
Nel mese di luglio 2016 riceve il premio come migliore colonna sonora per il film “2 euro l’ora” nella rassegna Est Film Festival.
Durante il festival Fiat Music iniziato a novembre 2016, organizzato da Red Ronnie, Mesolella ricoprì un ruolo centrale nell'organizzazione del contest musicale e fu uno dei primi strumentisti.
Nel 2016, registra nel suo studio alcune tracce dell'album Leggera (Musica Nuda) di Musica nuda, uscito nel gennaio 2017, suonando in "Tu sei tutto per me" che ha scritto con Alessio Bonomo e in "Feltrinelli", scritta testo e musica da Francesco Cusumano.

### Morte
È morto il 30 marzo 2017 all'età di 64 anni nella sua casa di Macerata Campania in provincia di Caserta per complicazioni cardiache.

## Discografia

### Album in studio
- 2005 – I piaceri dell'orso
- 2012 – Suonerò fino a farti fiorire
- 2015 – CantoStefano - Fausto Mesolella canta Stefano Benni
- 2017 – Taxidi

### Album dal vivo
- 2013 – Live ad Alcatraz

### Singoli
- 2011 - Tre colori (con Tricarico)

### Collaborazioni
- 1998 - Nada Trio di Nada Trio, composto da Nada, Fausto Mesolella e Ferruccio Spinetti
- 2014 - Dago Red (con Raiz)
- 2017 - La Posa di Nada Trio, composto da Nada, Fausto Mesolella e Ferruccio Spinetti
- 2024 - Mesolella e Spinetti Live

## Premi e riconoscimenti
- Ciak d'oro
  - 2008 - Migliore colonna sonora per Lascia perdere, Johnny![12]